# 川上とも子のうさぎのみみたぶ
『川上とも子のうさぎのみみたぶ』（かわかみともこのうさぎのみみたぶ）は、声優・川上とも子がパーソナリティを務めていたインターネットラジオ番組。当初はラジオ関西で放送されていたが、放送休止前までは『音泉』と『BEWE』で配信されていた。略称は「うさみみ」。

## パーソナリティ
川上とも子
メインパーソナリティ。通称とも蔵。

## ディレクター
- 斉藤K　（＃?〜#235）
- まつもっくり（＃?〜＃?）
- 中曽聡太郎（＃258〜＃?）
- タナカ（#?〜＃402）
- 筒井武（通称：つっつう、＃403〜#510）

## 概要
AM KOBE（現：ラジオ関西）で放送されていた『川上とも子のメサCANネットワーク』が前身。打ち切り時に「このまま終わるのはもったいない」という事でスタッフをそのまま引継ぎ1998年10月11日より「川上ともこのうさぎのみみたぶ」（毎週日曜23:30-24:00）として再出発する。当時のスポンサーはNECインターチャネル。1999年4月9日より毎週金曜26:00-26:30に枠移動。次に四ッ谷式Cyber Projectの帯内番組に移行。地上波での放送を終え、インターネット配信のアニスタ.TV、音泉と移行する。音泉移行後の事実上の最終回となった第510回の時点で、『メサCAN』時代の製作スタッフは残っていなかった。
「うさぎのみみたぶ」（通称：「うさみみ」）の由来は川上が当時うさぎ（マーブル・♂）を飼っていた事からきている。近年の番組にありがちなアニメ連動企画・宣伝が絡むが内容多い中、「川上とも子」を冠としたゆるりとした番組なのが特徴。番組のオープニングの挨拶は「うっさ〜」、エンディングの挨拶は「ほなね〜」。
当初は収録曜日を明確にしていなかったが、＃427（2006年12月26日配信分）で基本収録曜日が月曜日であることを公表。ただし、スケジュールの都合で2本録りや月曜日より前倒しで収録する時があるため、その場合は早めに送る事を告知していた。
2008年8月、川上が卵巣がんの診断を受け闘病生活に入ったため、番組は第510回（同年8月19日配信分）で中断。その後再開されないまま川上は2011年6月9日に死去し、番組は事実上終了した。

音泉は同年6月14日付で川上死去のコメントを発表後、しばらく公式ページの番組表に本番組の記載を残していたが、11月1日をもって番組表から外され、代わって特設サイトを開設。番組500回を記念して制作された新OP&ED曲を1人でも多くの人により多くの方々に聴いてもらうためにmp3データとして無償配布を行なっている。

## 年表
- 2004年3月30日（#286） この回から音泉に移行。
- 2006年で9年目に突入。（音泉移行から約140回）
- 2006年6月20日 通算400回を迎え、通常は約30分の尺を倍に拡大して放送。事前募集していた「リスナーが選ぶとも蔵の演じたキャラクターベスト3」（4位 - 20位、少数派も発表）の1位『AIR』（神尾観鈴）、2位『ヒカルの碁』（進藤ヒカル）、3位『ARIA The ANIMATION』（アテナ・グローリィ）が発表された。
- 7月4日（＃402） この回をもって約2年間ディレクターを担当していた田中が卒業し、次の7月11日配信分（＃403）からつっつうこと筒井武[3]がディレクターを担当。つっつうD就任後はブース側からとも蔵とトークをするやり取りが増えた。
- 2006年10月17日（＃417）川上がJRAマスコットキャラクターのターフィーの声をあてておりリスナーから同じ「川上」つながりとして教えられて番組内で話題になったカワカミプリンセスが初の1着記念を祝うメールがたくさん届いた。川上自身も応援馬券として1000円購入していた。そのお礼としてターフィーボールペン2本をキーワードは「トモゾウプリンセス」でリスナーにプレゼントした。
- 2007年2月20日 とも蔵が初のインフルエンザにより番組は休止、＃434は2月27日に配信された。その後、続けて＃435（3月6日）も収録した。
- 2007年4月3日（＃439） 内容を一部プチリニューアル。エンディングテーマになっている「とも蔵のテーマ〜ともぞーがきたぞー〜」曲紹介。
- 2008年6月3日（＃499） 5月31日に行われた「前夜祭&500回公録」の模様を放送、ゲストにコイシこと大石憲一郎とプロデューサーのやまけんを迎えて、新OP・EDテーマの1コーラスが500回記念前夜祭で披露された。
- 6月10日（＃500） 6月8日に行われた500回記念の公録模様を放送。10年間使用されていた「ふざけんじゃねぇ!」と「とも蔵のテーマ〜ともぞーがきたぞー〜」に代わり、「Sometime」と「ここにいるから」を新OP/EDに起用。
- 6月24日（＃502） つっつうがディレクター出演から100回目到達。
- 8月5日（＃508） スタジオの機材を一新。この回からクリアな音声に。
- 8月19日（＃510） 川上が入院のため、この回をもって番組は休止[4]。以後、音泉公式ページの番組表に「お休み中」の告知が掲げられる。
- 2011年6月9日 川上が卵巣がんで死去。
- 6月14日 配信元の音泉が公式ページで川上の死去を発表。番組の今後については「決まり次第お知らせ致します」との声明を出した[5]。
- 11月1日 音泉公式ページの番組表から番組紹介ページが削除され、特設サイト - ウェイバックマシン（2008年8月28日アーカイブ分）として独立。OPテーマの「Sometime」とEDテーマの「ここにいるから」の無料ダウンロード開始。

## 配信曜日など
- 放送：1998年10月8日 - 2008年8月19日（放送休止扱い）
- 配信：毎週火曜日（音泉・BEWE）
- スポンサー：COSPA、GEESTORE.COM
- ペンネームの別称はうさみみネーム

### オープニング／エンディング
ふざけんじゃねぇ!／とも蔵のテーマ〜ともぞーがきたぞー〜（? - #499）
両方とも川上とも子が歌うテーマソング。アルバム「うさぎのみみたぶ」から。
Sometime／ここにいるから（#500 - #510）
1. 500のオープニングのみ「Sometime Off Vocal Ver.」が流された。

## コーナー
替えパン
「♪パンツがない パンツがない パンツがないない 洗濯しな〜くちゃ （ジャン）」の替え歌を作るコーナー（洗濯をせずに溜めていたら替えのパンツが無かったというとも蔵のエピソードが元々）。
初出演ゲストの場合は原曲を歌わせる場合もある（2度目以降は通常通りリスナーからのネタを使用する事もあり）が、ゲスト独自の歌詞で歌う場合もある。
2007年10月2日配信分（＃465）からはとも蔵私物のウクレレで語り弾きをするようになった。
ふしぎ・ふしぎ・ふしぎ
実際に身の周りで起こったリスナーの不思議な現象をみんなで不思議がるコーナー。
かなり気の抜けたジングルなため、ゲストが来ている時にはとも蔵がよく謝っている事が多い。
うさみみ国際会議場
毎月1つのテーマについてみんなで語りあうコーナー。今まで行われたテーマは下記参照。
| 2004年 4月：300回記念にやりたいこと 5月： 6月： 7月： 8月： 9月： 10月： 11月： 12月： | 2005年 1月： 2月：三日坊主 3月：ジンクス 4月：ウソ 5月：連休がもしあれば何をするか 6月：6月の祝日を考えてみよう 7月：体にイイこと&健康法 8月：ストレス解消法 9月：甘えたい話 10月：うっかりした話 11月：おいしい話…食欲の秋、いい思いをした時などの意味でのオイシイ話 12月：思い出の品…忘れかけていたものなどの品                               |
| 2006年 1月：2006年にやりたいこと・目標・抱負 2月：あの人とのはじまり 3月：あの人とのはじまり 4月：新生活での悩み相談&新生活はこうして乗り切れアドバイス 5月：オススメの事・物 6月：あなたの記念日 7月：自分ルール 8月：もったいないもの・こと 9月：哀愁の悲しい話 10月：飽きないこと&飽きちゃったこと 11月：手作りお弁当いろいろ 12月：2006年私の重大ニュースベスト3 | 2007年 1月：今年こそやりたいこと 2月：好きな鍋物の具もしくは○○鍋 3月：病気の時の思い出&出来事 4月：自慢話 5月：母親 6月：うちのお父さん 7月：この夏のオススメ遊びスポット 8月：夏のバイトの思い出 9月：高価な買い物の話 10月：収穫したもの・してみたいもの 11月：あなたの野次馬話 12月：あなたの今年の一大ニュース&うさみみの今年の一大ニュース |
| 2008年 1月：今年の意気込みを漢字一文字 2月：バレンタインデーの喜劇or悲劇（チョコレートの話でも可） 3月：デビューの話 4月：自転車 5月：ゴールデンウィークにしたこと、したかったこと 6月：うさみみについて 7月：夏の麺 8月：夏の思い出（海・プール編） | |

誕生日コーナー
2007年3月27日配信分（＃438）から試験的に募集を開始。配信日から1週間以内の誕生日の人*を祝うコーナー。リスナーの誕生日と読まれたい名前を早めにメールで送る（ただし祝いは送信した本人限定）。
*第1回目の募集は誕生日コーナーは3月27日 - 4月9日生まれの間。当初は更新日から次回収録日の翌日までを募集していたが、送るのを忘れたリスナーのメールが着てからは4月24日配信分（＃442）から多少期間が過ぎていても可になった。
うさつ〜ともよいと〜こ〜だピョン♪
＃450（6月19日配信分）から。とも蔵が演じる新キャラ・ツンデレな宇佐美みこ先生への相談事を募集。コーナータイトルコールの「うさつ〜ともよいと〜こ〜だピョン♪」声は緒方賢一。
2007年3月27日配信分（＃438）から募集開始した時の旧コーナー名は「新キャラを作ろう!」で新キャラの性別と年齢などを募集、＃447でうさみー・みこ先生というツンデレ先生キャラが誕生した。

## 終了・自然消滅したコーナー
お食事おみくじ
リスナーから送られたその日の食事内容（朝・昼・晩）でリスナーの運勢をとも蔵が占うコーナー。お題はキーワードならぬキーフード（例：おにぎり、ジュースなど）が毎週とも蔵から出されるのでそこから食事のデータを調べる。メールの量はそこそこ来ていたが一旦終了という形で幕を閉じた。
とも蔵におまかせ
1人じゃ決められない悩みをAとBの選択肢を出してとも蔵に決めてもらうコーナー
輪はWA!
リスナー同士で連絡交流をするコーナー
とも蔵ホイホイ（＃? - ＃438（2007年3月27日））
ショートコント仕立てでとも蔵を捕まえるために仕掛けるミニコーナー。エサとそのセリフを書くのが基本的な投稿方であるがエサのみでもOK。
＃408（8月15日配信分）からは提クレ読みをこのコーナー終了後にパートを入れ替えて読まれるようになった。誕生日コーナーを始めたため＃438で終了となった。
あなたがリクエスト やればなる （＃? - ＃438（2007年3月27日））（初期の仮タイトルは「一言言わせて〜萌え（仮）」＃321 - ＃325）
川上とも子の広い演技幅を利用して様々なキャラクターでそのセリフを演じるコーナー（例：進藤ヒカル、ラブリーともちゃん、神尾観鈴 etc...）
うさみみ スキースキースキー（2003年1月21日 - 2003年4月8日）

## CD
川上とも子ラジオショー Vol.1 うさぎのみみたぶ番外編「Marble」
- 発売日：1999年4月23日／KICA-5031／2,718円（税抜）
- 発売：NECインターチャネル
- 販売：キングレコード

1. 朝だ寝起きだぴょん（ショートコント）
  - 作・出演：川上とも子
2. STAR SHIP☆とも蔵号出発!!
  - 作詞、作曲：山本正之／編曲：田島浩二／歌：川上とも子
3. 昼は車でぴ・ょ・ん（ショートコント）
  - 作、出演：川上とも子
4. ゆめウサギ
  - 作詞・作曲：山本正之／編曲、歌：川上とも子
5. ラジオだとも蔵ぴょんぴょ ぴょん（ショートコント）
  - 作・出演：川上とも子
6. 「川上とも子のうさぎのみみたぶ」特別編
  - 「とも蔵犯科帳」「とも子の缶詰Part2」「輪はWA」「解決ZERO?」
7. 夜だ元気だぴょんぴょんぴょん（ショートコント）
  - 作・出演：川上とも子
8. やんちゃマーブルブルース
  - 作詞・作曲：山本正之／編曲：田島浩二／歌：川上とも子

うさぎのみみたぶ
- 発売日：2000年2月25日／TRCD-10009／2,800円（税抜）
- 販売：TWOFIVE

1. 私は声優
2. おしゃべり（1）「よおこそ」
3. うさみみオールスターズ
4. おしゃべり（2）「とも蔵は?」
5. とも蔵のテーマ〜ともぞーがきたぞー〜
6. おしゃべり（3）「輪はWA!」
7. お誕生日おめでとう
8. おしゃべり（4）「いいよね」
9. WA-WA-WA
10. おしゃべり（5）「世直しハチのふざけんじゃねー!」
11. ふざけんじゃねえ!
12. おしゃべり（6）「ほなね」
13. いいぞ!AM KOBE
14. ～ おまけ「うさみみ度チェック」

Sometime
- 発売日：2008年／500円（税抜）
- 作・編曲：大石憲一郎
- 作詞：川上とも子

1. Sometime
2. Sometime Off Vocal Ver.

ここにいるから
- 発売日：2008年／500円（税抜）
- 作・編曲：大石憲一郎
- 作詞：川上とも子

1. ここにいるから
2. ここにいるから Off Vocal Ver.